# Rhymes in rooms
Rhymes in rooms is een livealbum van Al Stewart en Peter White. Het album is opgenomen in onder andere de gitaarwinkel McGabes Guitar Shop in Santa Monica (Californië). Andere opname plaatsen waren The Birchmere in Alexandria (Virginia) en Osaka.

## Musici
- Al Stewart – slaggitaar en zang
- Peter White – alle andere gitaren, toetsinstrumenten, accordeon

## Muziek
| Nr. | Titel                                | Duur  |
| --- | ------------------------------------ | ----- |
| 1.  | Flying sorcery                       | 4:30  |
| 2.  | Soho (Needless to say)               | 3:54  |
| 3.  | Time passages                        | 5:42  |
| 4.  | Josephine Baker                      | 4:05  |
| 5.  | On the border                        | 5:09  |
| 6.  | Nostradamus                          | 10:18 |
| 7.  | Fields of France                     | 4:09  |
| 8.  | Clifton in the rain/Small fruit song | 5:01  |
| 9.  | Broadway Hotel                       | 4:20  |
| 10. | Leave it                             | 5:26  |
| 11. | Year of the cat                      | 6:33  |

Leave it is de alternatieve titel voor If it doesn’t come naturally, leave it.